# Melitaia
Melitaia (altgriechisch Μελιταία, Μελιτεία; lateinisch Melitaea), auch Melite (Μελίτη) war eine antike griechische Stadt in der Landschaft Phthiotis im südlichen Thessalien beim heutigen Avaritsa, Gemeinde Domokos (das offiziell den antiken Namen trägt).

## Mythologie
Gegründet wurde die Stadt nach Antoninus Liberalis, der wiederum die Metamorphosen des Nikandros aus Kolophon zitiert, von Meliteus, einem Sohn des Zeus und der Nymphe Othreis.
Aus Melitaia ist die Sage von einer Dienerin der Artemis namens Aspalis überliefert, die sich lieber erhängte, als den Nachstellungen des Tartaros, des Tyrannen von Melitaia, ausgeliefert zu sein. Ihr Leichnam wurde von entrückt und man fand nur ein Holzbild von Aspalis neben dem der Artemis, das von den Einheimischen Aspalis Ameilete Hekaerge genannt wurde. Von diesem Zeitpunkt an hängten Jungfrauen der Stadt alljährlich einen Ziegenbock auf, der noch nicht besprungen hatte, da auch Aspalis noch jungfräulich gewesen war.

## Geschichte
Die zuvor schon bestehende Siedlung Pyrrha wurde von den einwandernden Thessaloi aus dem Tal des Enipeus an den nachgewiesenen Ort am Nordhang des Othrys verlegt.
426 v. Chr. hielt sich Brasidas in Melitaia auf. 385 v. Chr. war Melitaia Partei in einem Grenzstreit mit der Nachbarstadt Narthakion, der zugunsten von Melitaia entschieden, 350 v. Chr. vom thessalischen Rat und danach nochmals von Pyrrhos von Epirus bestätigt wurde. Das Urteil wurde 196 v. Chr. von einer römischen Gesandtschaft aufgehoben und es wurde neu zugunsten von Narthakion entschieden. Diese Entscheidung wurde ca. 140 v. Chr. vom römischen Senat per Beschluss bestätigt.
Im Lamischen Krieg 323/322 v. Chr. gegen den Makedonen Antipater war Melitaia eine Festung der Griechen,. Ab etwa 260 v. Chr. gehörte die Stadt dem Ätolischen Bund an. 217 v. Chr. wurde sie vergeblich von Philippos V. von Makedonien belagert. Im 2. Jahrhundert v. Chr. übernahm Melitaia die thessalische Verfassung. 86/85 v. Chr. hielt sich Sulla im Laufe des Feldzuges gegen Mithridates VI., König von Pontos, in Melitaia auf.
In der römischen Kaiserzeit führte Melitaia den Ehrennamen Sebaste (Sebastos ist die griechische Entsprechung des römischen Augustus). Melitaia existierte bis in die byzantinische Zeit.